# ヨン・ジョンフン
ヨン・ジョンフン（朝: 연정훈、1978年11月6日 - ）は、韓国の俳優。

## 略歴
父は俳優のヨン・ギュジンである。1999年SBSドラマ『波』でデビュー。その後も様々なドラマや映画に主役、もしくは重要な脇役で出演している他、テレビCMやバラエティ番組のホストなど広く活動している。2005年に女優のハン・ガインと結婚した。結婚11年目の2016年4月に第一子となる女児が、2019年5月に第二子となる男児が誕生している。
日本でもファンが多く、日本版ファンクラブがある。2009年12月には、韓流スペシャルクリスマスイベントのため4年ぶりの来日をしたほか、下記のようにプライベートでの来日経験も多い。
2011年から2012年にかけて韓国版「トップ・ギア」のホストも務めているほどの自動車マニアである。モータースポーツ好きでもあり、フェラーリが開催するワンメイクレースである「フェラーリ・チャレンジ」に参戦しており、2014年と2015年、2016年に来日して鈴鹿サーキットなどでレースに参戦している。

## プロフィール
身長182cm、体重75kg（70kg）。明知大学校大学院事業デザイン在学。

## 出演作

### ドラマ
- 波（1999年、SBS）
- カイスト（1999年-2000年、SBS）
- 約束（2001年）
- ローズマリー（2003年、KBS）
- 黄色いハンカチ（2003年、KBS）
- マイ・スウィート・ファミリー～フンブ家の家運が開けたね～（2003年-2004年、SBS）
- 白雪姫（2004年、KBS）
- 恋したい（2004年、MBC）
- 悲しき恋歌（2005年、MBC）
- エデンの東（2008年-2009年、MBC）
- MY DREAM（2009年、SBS）
- 済衆院（チェジュンウォン）（2010年、SBS）
- ヴァンパイア検事（2011年、OCN）
- 愛もお金になりますか？（2012年、MBN）
- ヴァンパイア検事～残された赤い記憶〜（2012年、OCN）
- 金よ出てこい☆コンコン（2013年、MBC）
- 仮面（2015年、SBS）
- 幽霊が見える刑事チョヨン2（2015年、OCN）
- 僕は彼女に絶対服従～カッとナム・ジョンギ～（2016年、JTBC）
- マン・ツー・マン～君だけのボディガード（2017年、JTBC）
- 素晴らしき、私の人生（2017年-2018年、SBS）
- マイ・ヒーリング・ラブ（2018年-2019年、MBC）
- 憑依〜殺人鬼を追え〜（2019、Netflix）
- 嘘の嘘（2020年、channelA）

### 映画
- 花嫁はギャングスター（2001年）
- 恋愛術師（2005年）
- ふたつの恋と砂時計（2005年）
- スキップ・トレース（2016年）

### アルバム
- All For You（2005年）

## 参考
- filmography ヨン・ジョンフン 日本公式ファンクラブ 2011年6月25日閲覧。